# Astragalus simplicifolius
Astragalus simplicifolius är en ärtväxtart som först beskrevs av John Torrey och Asa Gray, och fick sitt nu gällande namn av Asa Gray. Astragalus simplicifolius ingår i släktet vedlar, och familjen ärtväxter. Inga underarter finns listade i Catalogue of Life.